# Wiman
Wiman 衛満 était un général chinois qui est devenu roi du royaume coréen de Gojoseon 古朝鮮. 

## Histoire
Wiman était un général de l'État de Yan 燕 (Chine) qui était alors dirigé par le prince Lu Wan 盧綰. En -195, l'empereur Gaozu 高祖 des Han 漢 (Chine) a accusé le prince de s'être rebellé et l'a poursuivi. Wiman a alors franchi le fleuve Pae 浿水 (actuel Yalu 鴨綠江) avec 1000 sympathisants pour se réfugier à Gojoseon. Après que des réfugiés venus des états de Yan et de Qi 齊ainsi que des indigènes de Jinbeon et Joseon l'aient rejoint, il a renversé le roi 準王 Jun de Gojoseon en -194. Il a ensuite déplacé la capitale à Wanggeom 王険城 près de l'actuelle Pyongyang. La période de -194 à -108 est appelée Wiman Joseon 衛滿朝鮮 par les historiens coréens. 
Le nom de son successeur n'est pas connu mais son petit-fils Ugeo 右渠王dirigeait le pays en -108 lors de son intégration dans les quatre commanderies des Han 漢 (Chine). Entre-temps, le pays s'était agrandi des états de Jinbeon et d'Imdun.